# Studentenzeitung
Unter einer Studentenzeitung wird eine regelmäßige Publikation verstanden, die von Studenten gemacht und hauptsächlich an Studenten gerichtet ist. Ihr Verbreitungsgebiet kann sich auf einen einzelnen Fachbereich (Fachschaftszeitung) oder bundesweit erstrecken. Sie werden in der Regel kostenlos in Hochschulgebäuden, Mensen und Cafés verteilt. In der Kommunikationswissenschaft werden sie wegen ihres Inhalts und ihrer Aufmachung eher den Zeitschriften zugerechnet, in der Selbstbezeichnung nennen sie sich allerdings weiterhin meist Studentenzeitungen.

## Struktur und Inhalte
Drei Grundformen von Studentenzeitungen lassen sich beobachten:

### Von Studentenvertretungen erstellt
Diese finanzieren sich zumeist vollständig aus den Geldern des Allgemeinen Studierendenausschusses (AStA) bzw. Studentenrates (StuRa) oder Fachschaftsvertretungen. Deren Vertreter schreiben auch die Artikel. Inhaltlich konzentrieren sich diese Publikationen deshalb häufig auf hochschulpolitische Themen sowie Berichte über die Projekte der Studentengremien in den jeweiligen Hochschulen. Die Zahl der Leser ist deshalb eher klein. Die AStA- oder StuRa-Organe haben durch die Semesterbeiträge eine garantierte Finanzierung. Ihr größtes Problem ist die mangelnde Motivation der Gremienmitglieder zur Mitarbeit, weswegen die Publikationen mitunter recht unregelmäßig erscheinen und die Artikel von minderer journalistischer Qualität bleiben. Die zuständigen Referenten erhalten meist eine Aufwandsentschädigung.
Die Auflage schwankt zwischen wenigen hundert und einigen tausend Stück.

### Studentische Stadtmagazine
Die Mitarbeiter dieser Studentenzeitungen sind allesamt Studenten, die in der Regel nicht Mitglieder von Studentengremien sind und journalistisch arbeiten wollen. Der eigene Anspruch an die journalistische Qualität der Artikel und an das Layout ist deshalb recht hoch. Themen sind neben lokaler und regionaler Hochschulpolitik auch Lifestyle, Kultur, Stadtpolitik und Veranstaltungstipps. Damit sollen die Studentenzeitungen auch für jene Studierenden attraktiv werden, die sich nicht für Unigremien interessieren. Insofern ähneln sie Stadtmagazinen, wenn auch mit höherem Textanteil. Die Finanzierung erfolgt teilweise durch Anzeigen, aber auch durch regelmäßige Zuschüsse von Studentenvertretungen. Letzteres führt bei diesen Medien regelmäßig zu Konflikten, wenn vor der Bewilligung der Gelder kritische Artikel über die Arbeit des AStA oder StuRa erschienen. Herausgeber sind Vereine, GbRs oder auch Studentenvertretungen. Manche Redaktionen haben sich durch ihre Satzung oder durch Redaktionsstatut mit dem Herausgeber ihre inhaltliche Unabhängigkeit gesichert.
In einigen Fällen werden Chefredakteur und Anzeigenakquisiteur, selten auch Layouter bezahlt. Die studentischen Redakteure arbeiten unbezahlt.
Studentische Stadtmagazine erscheinen regelmäßig und mehrmals in der Vorlesungszeit in einer Auflage von mehreren Tausend Stück. Diese existieren meist nur solange, bis ihre Gründer und wichtigsten Redakteure ihre Studien abschließen. Kaum eine wird älter als zehn Jahre. Langlebige Ausnahmen sind die bsz (Bochumer Stadt und Studierendenzeitung) die seit 1967 ohne Unterbrechung erscheint, sowie die UnAufgefordert der Humboldt-Universität zu Berlin (seit 1989), die Heidelberger Studentenzeitung ruprecht (seit 1987), das Akrützel aus Jena (seit 1990), die neue universal aus Trier (seit 1994) und DER ALBRECHT aus Kiel (seit 1999). Die Dortmunder "Indopendent" wurde 2008 von der pflichtlektüre ersetzt, die sich seit Beginn ihres Erscheinens an Studenten im gesamten Ruhrgebiet richtet.

### Regionale und bundesweite Studentenzeitungen
Gegründet von Studenten haben Publikationen wie die bundesweiten Magazine Audimax und Unicum oder die sächsische ad rem mittlerweile eine professionelle Struktur. Herausgeber ist ein von den Zeitungsgründern aufgebauter Verlag, der die regional oder bundesweit vertriebenen Zeitschriften durch Anzeigen finanziert. Chefredakteur, Verlagsmitarbeiter und Anzeigenakquisiteure werden bezahlt, ebenso die Redakteure und Mitarbeiter, die Zeilenhonorar erhalten. Thematisch dominieren Berichte über Lifestyle, Pop-Kultur und Berufseinstieg. Politische und lokale Themen werden eher gemieden, um attraktiv für eine möglichst große Zielgruppe – und damit für Anzeigenkunden – zu sein. Die gedruckte und in den Hochschulen verteilte Auflage beträgt bis zu ca. 415.000 Exemplare (Unicum und Audimax). Daneben erscheint seit 2008 bundesweit auch die links ausgerichtete critica.
In diese Rubrik lassen bzw. ließen sich auch die kostenlosen Uni Spiegel (1998–2019, Auflage ca. 200.000) und FAZ-Hochschulanzeiger einordnen, die jedoch von etablierten Verlagen und einer professionellen Redaktion herausgegeben werden. Seit Oktober 2006 erscheint mit Zeit Campus die erste überregionale Kaufzeitschrift für Studierende, die vom Zeit-Verlag deutlich aufwändiger als die kostenlosen Zeitschriften produziert wird. Das Magazin wird zu einem Preis von 2,50 € angeboten und hat eine verkaufte Auflage von 107.446 (IVW 4. Quartal 2007).

## Rechtslage
Studentenzeitungen sind Publikationen im Sinne des Presserechts. Anders als bei Schülerzeitungen kann ihre Verbreitung in Hochschulgebäuden nicht durch die Hochschulleitung verhindert werden, sofern die Inhalte weder eindeutig kommerziell sind noch gegen Persönlichkeitsrechte verstoßen.

## Geschichte

### 19. Jahrhundert bis 1945
Die ersten Studentenzeitungen tauchten seit Anfang des 19. Jahrhunderts zunächst im Umfeld der Urburschenschaft in Jena sowie im Zuge der liberalen Progressbewegung der 1840er Jahre auf. Allerdings waren diese frühen Gründungen in der Regel nur von kurzer Dauer und zudem häufig von der Zensur bedroht.
Zu einer ersten Blüte gelangte das studentische Pressewesen in den Jahrzehnten nach der Reichsgründung: Damals entstanden zum einen viele der – zum Teil bis heute erscheinenden – Zeitschriften der großen Korporationsverbände, u. a. die Wingolfsblätter (1872), Unitas (1878), die „Kyffhäuser-Zeitung“ des VVDSt (1881) und die Burschenschaftlichen Blätter (1887). Zum anderen brachte die damals aufkommende Freistudentenbewegung der nichtkorporierten Studenten eine Vielzahl eigener Zeitschriften hervor, darunter die von Paul Ssymank begründeten „Finkenblätter“ (1898).
Nach dem Ersten Weltkrieg kamen noch die Verbandsorgane der politischen Studentengruppen hinzu, die jedoch nur wenig Wirkung in der Studentenschaft entfalten. Auch unterhielten zahlreiche AStA- und DSt-Kreise eigene lokale bzw. regionale Hochschulzeitungen. Gegen Ende der Weimarer Republik (1930) erschienen im Deutschen Reich insgesamt 103 Studentenzeitungen, davon 66 Verbandszeitschriften und 37 allgemeinstudentische Publikationen.
Nach 1933 wurden die meisten dieser Zeitungen verboten oder eingestellt; übrig blieben die Organe des NS-Studentenbundes sowie der 1936 geschaffenen Reichsstudentenführung.

### Studentenzeitungen in der Bundesrepublik
Nach dem Krieg entstanden eine Reihe politischer Studentenzeitungen (u. a. die Bonner Akut ab 1949, der Münsteraner Semesterspiegel ab 1954, die Tübinger Notizen ab 1956, konkret ab 1957). Neben gesamtpolitischen Debatten um die Wehrpflicht in Deutschland, Notstandsgesetze und soziale Reformen beschäftigten sich die meist linken Publikationen auch sehr stark mit den Strukturen an der Hochschule. Die Autoren forderten Mitbestimmung in den Hochschulgremien, unabhängige Studentenvertretungen (Studentenparlamente) und die Aufarbeitung der NS-Vergangenheit von Professoren.
Später übernahmen die Studentenvertretungen die Finanzierung der Publikationen, um eine unabhängige studentische Öffentlichkeit sicherzustellen. Mit dem Abflauen der Politisierung Ende der Siebziger und Anfang der Achtziger gingen eine Reihe der Zeitungen wieder ein. Bei vielen Überlebenden verlagerte sich die inhaltliche Ausrichtung deutlich, weg von politischen Grundsatzdebatten und Gremienberichten zu mehr Lifestyle, Service und Unterhaltung.
In den letzten Jahren versuchen Studenten an den mittelgroßen Hochschulen, ihre Publikationen ausschließlich online zu vertreiben, um die Druckkosten zu sparen, allerdings ohne größeren Erfolg. Die meisten studentischen Publikationen bleiben auf die Zuschüsse der Studentenvertretungen angewiesen. Einige finanzieren sich jedoch nur noch über Werbung.

### Studentenzeitungen in der DDR
In der DDR existierten unabhängige Studentenzeitungen nur im Samisdat, insbesondere in den Universitätsstädten Ost-Berlin, Leipzig und Jena. Studenten wie Jürgen Fuchs wurden wegen Mitarbeit an den kritischen Literatur-Publikationen von der Stasi beobachtet und exmatrikuliert. Dies waren jedoch Ausnahmen, denn der Großteil der Studenten in der DDR war – schon wegen der starken Auslese vor Studienbeginn – unpolitisch. Für sie gab es die FDJ-Publikation Forum, die DDR-weit verteilt wurde. Thematisch konzentrierte sich das zensierte Blatt auf Studienausbildung, Berichte über Ernteeinsätze, Kongresse oder sonstige studentische Veranstaltungen, sowie Essays von und Interviews mit Wissenschaftlern.
Dies änderte sich erst 1989, als im Zuge der Herbstproteste sich auch an den DDR-Universitäten Kritik regte. Die erste unabhängige Studentenzeitung UnAufgefordert an der HU Berlin erschien erstmals Anfang November 1989, es folgten am 14. Dezember die ad rem (Dresden), Ohne Filter (Leipzig) und Akrützel (Jena). Bald übernahmen die neu gründeten Studentenräte, später auch Eigenverlage die Finanzierung. Bis Mitte der 90er Jahre gingen viele der Wendeblätter ein. Gremienpublikationen mit vorwiegend hochschulpolitischen Debatten fanden und finden unter den politikskeptischen Ostdeutschen keine Leser. Die wenigen übriggebliebenen wandelten sich zu regionalen Magazinen oder städtischen Studentenzeitungen.